# La guarida del lobo
La guarida del lobo es una película de Argentina filmada en colores dirigida por Alex Tossenberger sobre su propio guion que se estrenó el 28 de marzo de 2019 y que tuvo como actores principales a Gastón Pauls, José Luis Gioia y Víctor Laplace.

## Producción
La película, que fue íntegramente filmada en Tierra del Fuego es la cuarta dirigida por Alex Tossenberger, un director que se ha ocupado en forma reiterada del encuadre de la naturaleza y su protección, y el mensaje social en contraste con la vida en los centros urbanos. Se le reconoce una vertiente de cine social que no se involucra tanto con lo político como con las causas humanas. El accionar del hombre sobre la naturaleza dañando su equilibrio y la conexión entre las personas más allá de los intereses. Tossenberger parece buscar cierto cine de consumo popular sin prescindir de reflexionar sobre la alienación del hombre urbano y su posibilidad de reencontrarse con la naturaleza.

## Sinopsis
Toco (José Luis Gioia), un lugareño que vive alejado de todo, encuentra herido en una pierna en la nieve a Vicente (Gastón Pauls), un hombre de ciudad, que iba hacia Chile, y le da albergue hasta que se cure. Su tranquila relación, que de a poco se aproxima a la amistad, se ve alterada con la aparición de un hombre (Víctor Laplace), que le ofrece a Toco un millón de dólares por sus tierras.

## Reparto
Intervinieron en el filme los siguientes intérpretes:
- Gastón Pauls como Vicente.
- José Luis Gioia como Toco.
- Víctor Laplace como Jefe.
- Juan Pablo Víctor Matón 2.

## Críticas
Pablo O. Scholz en Clarín opinó del filme:

”…una película con pocos personajes, dos o tres centrales, una fotografía impecable, una factura técnica encomiable y una trama que, como en los buenos filmes del género creado por Hollywood, tiene protagonistas sencillos que irán mostrando sus complejidades…En La guarida del lobo prima la sensación, saludable por cierto, de que algo está por rebelarse. O por estallar. No de la mano del malvado, sino de los dos protagonistas. …La belleza del paisaje de Tierra del Fuego, la ya elogiada fotografía de Mariano Cúneo, tanto sea en exteriores como en el interior de la cabaña o el canil, todo aporta a este buen thriller, que tal vez se vaya de mambo en los minutos finales.”

Fernando Sandro en el sitio web altapeli escribió:

”Tossenberger explota mejor que nunca las posibilidades del lugar para transmitir lo que pretende...Su historia sencilla hace que el interés nunca se pierda, y el vínculo entre ambos, el fuerte de la propuesta, está perfectamente construido… demuestra tener un sólido manejo de cámara para captar la belleza de la naturaleza y la ternura de los perros, pero además aparece como un correcto director de actores que puede sostener una historia con pocos personajes y una relación de amistad en la soledad. Pauls... logra buena química con su compañero…José Luis Gioia en un personaje dramático, si bien despega algo de su humor ácido... Probablemente sea el corazón de la película junto a los elementos naturales. Víctor Laplace recae en alguna sobreactuación típica en su trayectoria, aunque en este caso puede serle útil al personaje. Su participación es más bien chica y funcional. ..Alex Tossenberger parece haber encontrado el tono justo de su fórmula en La guarida del lobo. El tono medio entre la exposición de los escenarios naturales y la calidez de las relaciones humanas, logran una propuesta que conquista cuando más se aleja de las cánones establecidos.”